# XYZ事件
XYZ事件（XYZ Affair）は、1797年から1798年にかけての、アメリカ、フランス間における外交上の衝突事件である。フランス側の示した賄賂の要求がアメリカの威信を傷つけ、米仏同盟の破棄にまで発展した。

## 概要
アメリカは1778年に、フランスとの間に米仏条約を締結して同盟関係を構築していたが、1795年のジェイ条約締結以降、フランスとの関係が悪化した。同条約は、イギリスとの間で長年の懸案事項となっていた領土紛争の解決を図るために締結されたものであるが、アメリカが対仏大同盟の一角をなすイギリスと接近することを懸念したフランスは、同条約に強硬に反発。報復措置として、アメリカ船舶に対してフランスへの出入りを禁じたり、私掠船に拿捕させたりすると共に、駐仏公使に就任したピンクニーの受け入れを断固として拒否した。この直後にアメリカ大統領に就任したアダムズは、この問題を収拾してフランスとの国交を回復するため、ピンクニー、マーシャル、ゲリーの3名を特使としてフランスへ派遣した。
1797年10月4日、フランス外相タレーランは彼らを非公式に受け入れたが、公式会談の開催をわざと遅らせ、代理人3名をそれぞれの特使の元に遣わした。代理人らは特使に対し、交渉開始の代償として25万ドルの賄賂と1200万ドルの借款の供与を暗に要求した。これに激怒した特使は要求を拒絶、ゲリーを残して帰国した。
アダムズは、3名の代理人をそれぞれX、Y、Zと仮称して、特使から受け取った書簡を連邦議会に提出。フランスが行った賄賂の要求を暴露した。これにより、アメリカ国内の世論は一挙に硬化。殊に連邦党はフランスへの敵意を露にした。事件を契機に海軍省の設置や治安取締法の制定が矢継ぎ早に行われ、1798年から1800年にかけての宣戦布告なき海戦、いわゆる「擬似戦争 (Quasi-War)」に突入した。一連の抗争は、1800年9月のモルトフォンテーヌ条約（Treaty of Mortefontaine）で一応の決着を見るが、これにより米仏同盟は破棄された。
なお、「X、Y、Z」と呼ばれた3名の代理人は、ジャン・コンラッド・オッティンガー（Jean Conrad Hottinguer）、ピエール・ベラミー（Pierre Bellamy）、リュシアン・オーテヴァル（Lucien Hauteval）であったことがのちに判明した。